# Anemia lanuginosa
Anemia lanuginosa là một loài dương xỉ trong họ Anemiaceae. Loài này được Brongn. ex J.W. Sturm mô tả khoa học đầu tiên năm 1859.